# Ditte Kotzian
Ditte Kotzian (Berlim, 9 de março de 1979) é uma saltadora alemã. Especialista no trampolim, medalhista olímpica 

## Carreira
Ditte Kotzian representou seu país nos Jogos Olímpicos de Verão de 2000 a 2008, na qual conquistou uma medalha de bronze, no trampolim sincronizado com Heike Fischer em Pequim 2008 